# Steuerhaus (Strausberg)
Steuerhaus ist ein Wohnplatz der Stadt Strausberg im Landkreis Märkisch-Oderland in Brandenburg.

## Geografie
Der Ort liegt vier Kilometer ostsüdöstlich des Stadtkerns von Strausberg, unmittelbar südlich an der Landesstraße 34. Die Nachbarorte sind Provinzialsiedlung im Norden, Klosterdorf im Nordosten, Hohenstein im Osten, Gladowshöhe im Südosten, Rehfelde, Fasanenpark und Wilhelmshof im Südwesten sowie Strausberg und Treuenhof im Nordwesten.